# San Antonio Challenger 1998
Il San Antonio Challenger 1998 è stato un torneo di tennis facente parte della categoria ATP Challenger Series nell'ambito dell'ATP Challenger Series 1998. Il torneo si è giocato a San Antonio negli Stati Uniti dal 5 all'11 ottobre 1998 su campi in cemento.

## Vincitori

### Singolare
Geoff Grant ha battuto in finale  Mark Knowles che si è ritirato sul punteggio di 6–1, 6–7, 4-1

### Doppio
David DiLucia /  Michael Sell hanno battuto in finale  Michael Hill /  Scott Humphries con il punteggio di 6–3, 6–1